# تشيانغ شينجي
تشيانغ شينجي (بالصينية: 切阳什姐) هي متسابقة المشي صينية من أصل تبتي ولدت في يوم 11 نوفمبر 1990 في مدينة تشينغهاي في الصين، أبرز إنجازاتها هو فوزها بالميدالية البرونزية في دورة الألعاب الأولمبية الصيفية 2012 في لندن وتعتبر أول تبتية تشترك وتفوز بميدالية أولمبية.

## روابط خارجية
- تشيانغ شينجي على موقع الاتحاد الدولي لألعاب القوى (الإنجليزية)
- تشيانغ شينجي على موقع اللجنة الأولمبية الدولية (الإنجليزية)
- تشيانغ شينجي على موقع أوليمبيديا (الإنجليزية)
- تشيانغ شينجي على موقع اللجنة الأولمبية الصينية (الإنجليزية)